# Грабштејн
Грабштејн (потиче од немачке речи Grabstein) је замак који се налази недалеко од града Либереца у Чешкој, близу тромеђе трију држава: Чешке, Немачке и Пољске. Замак (Grafenstejn) је откривен у 13. веку. Канцелар Џорџ Мел од Стрелика је купио замак 1562. године, а од 1566. до 1586. коришћен је као импресивна ренесансна резиденција. 
У оквиру замка постоји кућа која је била намењена послузи, а која је око 1830. рестаурирана у класичном стилу. Нешто пре тога, око 1818. војвода Кристијан од Клам – Галаса саградио је нови замак поред старог, окруживши га парком богатим различитим биљним врстама. Стари замак или замак Грабштејн сачувао је свој аутентични ренесансни изглед упркос пожару који га је задесио 1843. и оштетио његове спратове. 
Породица Клам – Галаса поседовала је Грабштејн од 1704. до његове конфискације 1945. године. Након Другог светског рата замак је отворен за јавност. Цео комплекс замка преузело је Министарство одбране 1953. године. Након што је војска напустила замак, он је остао у веома лошем стању, али је 1989. започета његова реконструкција. Данас је Грабштајн један од најбоље рестаурираних објеката и веома је значајан у Чешкој.
Отворен је за јавност 1993. када је за јавност отворен и торањ који пружа диван поглед на тромеђу и двориште замка. Најзанимљивији ентеријер у замку је капела Свете Барбаре, украшена цртежима из 16. века. Све слободне просторије украшене су богатим ренесансним стилом са различитим мотивима. 